# 대한민국의 최저임금
최저임금제란 국가가 노·사간의 임금결정과정에 개입하여 임금의 최저수준을 정하고, 사용자에게 이 수준 이상의 임금을 지급하도록 법으로 강제함으로써 저임금 근로자를 보호하는 제도이다. 최저임금이란 이러한 제도에 의해 결정된 임금의 최저수준을 의미한다.
최저임금제도는 근로자에 대하여 임금의 최저수준을 보장하여 근로자의 생활안정과 노동력의 질적향상을 꾀함으로써 국민경제의 건전한 발전에 이바지하게 함을 목적으로 한다.(최저임금법 제 1조)
대한민국 헌법 제32조 1항에서 최저임금에 대해 명시하고 있다. 대한민국의 최저임금제도는 대한민국 헌법 32조에 의거한 최저임금법이라는 별도의 법률에 의해 규정되고 있으며 2024년 최저임금은 시간당 9860원이다.

## 법률상 최저임금
대한민국 헌법 제32조 1항 : 모든 국민은 근로의 권리를 가진다. 국가는 사회적·경제적 방법으로 근로자의 고용의 증진과 적정임금의 보장에 노력하여야 하며, 법률이 정하는 바에 의하여 최저임금제를 시행하여야 한다.
대한민국은 '최저임금법'을 통해 노동자들의 최저임금을 보장하고 있다.
최저임금법 제1조(목적) : 이 법은 근로자에 대하여 임금의 최저수준을 보장하여 근로자의 생활안정과 노동력의 질적 향상을 꾀함으로써 국민경제의 건전한 발전에 이바지하는 것을 목적으로 한다.[전문개정 2008.3.21.]

### 최저임금의 심의와 결정
대한민국의 최저임금은 고용노동부 산하의 최저임금위원회에 의해 결정된다. 최저임금위원회는 근로자위원, 사용자위원, 공익위원 각 9명씩 총 27명으로 구성된다. 매년 최저임금 수준을 심의/의결하며, 최저임금에 관한 심의 및 재심의, 최저임금 적용 사업의 종류별 구분에 관한 심의, 최저임금제도의 발전을 위한 연구 및 건의 등의 업무를 수행한다. 그밖에 최저임금에 관한 중요 사항으로서 고용노동부장관이 회의에 부치는 사항을 심의하는 기능을 수행한다. 최저임금위원회의 목적은 근로자에 대해 임금의 최저수준을 보장하여 근로자의 질적향상을 꾀함으로써 국민경제의 건전한 발전에 이바지 하는 것이다.
대한민국의 고용노동부 장관은 매년 3월 31일까지 최저임금 심의를 최저임금위원회에 요청한다. 최저임금위원회는 27명의 위원들의 심의를 거쳐 요청을 받은 날로부터 90일 이내(6월 29일)에 최저임금안을 제출해야한다. 고용노동부 장관은 최저임금안을 받으면, 이를 고시한다. 이 때, 근로자를 대표하는 자와 사용자를 대표하는 자는 고시한 날로부터 10일 이내에 고용노동부장관에게 이의를 제기할 수 있다. 이의가 없으면 최저임금 고시를 하여 매년 8월 5일까지 최저임금액을 결정하고, 다음연도 1월 1일부터 효력이 발생한다.

## 대한민국 최저임금의 역사
대한민국 정부는 1986년 12월 31일에 최저임금법을 제정하였고 1988년 1월 1일부터 최저임금제를 시행하였다. 하지만, 경제 대호황이었던 1988년 당시 정부가 정한 최저임금은 실제 노동자들의 임금의 30%에도 미치지 못했다. 대한민국 고용노동부가 고시한 연도별 최저임금은 다음과 같으며, 주 열다섯 시간이상 일하면 유급휴일이 발생(근로기준법 55조)하여 지급하는 주휴 수당이 포함되어 있다.
| 연도           | 시간급                    | 일급                    | 주급                                    | 월급                                              | 비고                                       |
| -------------- | ------------------------- | ----------------------- | --------------------------------------- | ------------------------------------------------- | ------------------------------------------ |
| 1988           | (1군)462.5원 (2군)487.5원 | (1군)3700원 (2군)3900원 |                                         | (1군)111000원 (2군)117000원                       | 제조업 (10인이상)                          |
| 1989           | 600원                     | 4800원                  |                                         | 144000원                                          | 제조업, 광업, 건설업 (상시근로자 10인이상) |
| 1990           | 690원                     |                         |                                         |                                                   |                                            |
| 1991           | 820원                     |                         |                                         |                                                   |                                            |
| 1992           | 925원                     |                         |                                         |                                                   |                                            |
| 1993           | 1,005원                   |                         |                                         |                                                   |                                            |
| 1994.1~1994.8  | 1,085원                   |                         |                                         |                                                   |                                            |
| 1994.9~1995.8  | 1,170원                   |                         |                                         |                                                   |                                            |
| 1995.9~1996.8  | 1,275원                   |                         |                                         |                                                   |                                            |
| 1996.9~1997.8  | 1,400원                   |                         |                                         |                                                   |                                            |
| 1997.9~1998.8  | 1,485원                   | 11,880원(8시간)         |                                         |                                                   |                                            |
| 1998.9~1999.8  | 1,525원                   | 12,200원(8시간)         |                                         |                                                   |                                            |
| 1999.9~2000.8  | 1,600원                   | 12,800원(8시간)         |                                         |                                                   |                                            |
| 2000.9~2001.8  | 1,865원                   | 14,920원(8시간)         |                                         |                                                   |                                            |
| 2001.9~2002.8  | 2,100원                   | 16,800원(8시간)         |                                         |                                                   |                                            |
| 2002.9~2003.8  | 2,275원                   | 18,200원(8시간)         |                                         |                                                   | 전산업 (모든 사업장)                       |
| 2003.9~2004.8  | 2,510원                   | 20,080원(8시간)         |                                         |                                                   |                                            |
| 2004.9~2005.8  | 2,840원                   | 22,720원(8시간)         |                                         |                                                   |                                            |
| 2005.9~2006.12 | 3,100원                   | 24,800원(8시간)         |                                         |                                                   |                                            |
| 2007           | 3,480원                   | 27,840원(8시간)         |                                         | 727,320원(40시간 근무제) 786,480원(44시간 근무제) |                                            |
| 2008           | 3,770원                   | 30,160원(8시간)         | 150,800원(주40시간) 165,880원(주44시간) | 787,930원(40시간 근무제) 852,020원(44시간 근무제) |                                            |
| 2009           | 4,000원                   | 32,000원(8시간)         | 160,000원(주40시간) 176,000원(주44시간) | 836,000원(주40시간제) 904,000원(주44시간제)       |                                            |
| 2010           | 4,110원                   | 32,880원(8시간)         | 164,400원(주40시간) 180,840원(주44시간) | 858,990원(주40시간제) 928,860원(주44시간제)       |                                            |
| 2011           | 4,320원                   | 34,560원(8시간)         | 172,800원(주40시간) 190,080원(주44시간) | 902,880원(주40시간제) 976,320원(주44시간제)       |                                            |
| 2012           | 4,580원                   | 36,640원(8시간)         | 183,200원(주40시간) 201,520원(주44시간) | 957,220원(주40시간제) 1,035,080원(주44시간제)     |                                            |
| 2013           | 4,860원                   | 38,880원(8시간)         | 194,400원(주40시간) 213,840원(주44시간) | 1,015,740원(주40시간제) 1,098,360원(주44시간제)   |                                            |
| 2014           | 5,210원                   | 41,680원(8시간)         | 208,400원(주40시간) 229,240원(주44시간) | 1,088,890원(주40시간제) 1,177,460원(주44시간제)   |                                            |
| 2015           | 5,580원                   | 44,640원(8시간)         |                                         | 1,166,220원(주40시간제) 1,261,080원(주44시간제)   |                                            |
| 2016           | 6,030원                   | 48,240원(8시간)         |                                         | 1,260,270원(주40시간제) 1,362,780원(주44시간제)   |                                            |
| 2017           | 6,470원                   | 51,760원(8시간)         |                                         | 1,352,230원(주40시간제) 1,462,220원(주44시간제)   |                                            |
| 2018           | 7,530원                   | 60,240원(8시간)         |                                         | 1,573,770원(주40시간제) 1,701,780원(주44시간제)   |                                            |
| 2019           | 8,350원                   | 66.800원                |                                         | 1,745,150원(주40시간제)                           |                                            |
| 2020           | 8,590원                   | 68,720원                |                                         | 1,795,310원(주40시간제)                           |                                            |
| 2021           | 8,720원                   | 69.760원                |                                         | 1,822,480원(주40시간제)                           |                                            |
| 2022.1.1       | 9,160원                   | 73.280원                |                                         | 1,914,440원(주40시간제)                           |                                            |
| 2023.1.1       | 9.620원                   | 76,960원                |                                         | 2,010,580원(주40시간제)                           |                                            |
| 2024.1.1       | 9,860원                   | 78.880원                |                                         | 2,060,740원                                       |                                            |
| 2025.1.1       | 10,030원                  | 80,240원                |                                         | 2,096,270원                                       |                                            |

(최저임금 문서에서 가져옴)

## 최저임금 위반 처벌

### 법적 처벌 규정
사용자는 근로기준법에 따른 최저임금을 이유로 종전의 임금수준을 낮춰서는 안된다. 최저임금법을 살펴보면 최저임금 위반에 대한 벌칙에 대하여 다음과 같이 규정하고 있다.
제 28조(벌칙) ①제6조제1항 또는 제2항을 위반하여 최저임금액보다 적은 임금을 지급하거나 최저임금을 이유로 종전의 임금을 낮춘 자는 3년 이하의 징역 또는 2천만원 이하의 벌금에 처한다. 이 경우 징역과 벌금은 병과할 수 있다(최저임금법 제 28조). 이에 따르면 최저임금을 위발하면 위와 같은 처벌 뿐만 아니라, 피고용인이 덜 받은 임금에 대해서도 지불을 완료해야 한다.
제 30조 (양벌규정) ①법인의 대표자, 대리인, 사용인, 그 밖의 종업원이 그 법인의 업무에 관하여 제28조의 위반행위를 하면 그 행위자를 벌할 뿐만 아니라 그 법인에도 해당 조문의 벌금형을 과한다. ②도급인에게 제6조제7항에 따라 연대책임이 발생하여 근로감독관이 그 연대책임을 이행하도록 시정지시하였음에도 불구하고 도급인이 시정기한 내에 이를 이행한지 아니한 경우 2년 이하의 징역 또는 1천만원 이하의 벌금에 처한다.

### 최저임금 위반 상담·신고 기구
최저임금 위반사례는 고용노동부 민원센터(1350)에서 상담이 가능하다. 단, 1350에서는 오직 상담만 가능하고, 신고 접수는 불가능하다. 신고 접수를 원한다면 정부의 서비스, 민원, 정책·정보를 통합·제공하는 '민원24' 사이트에서 신고가 가능하다. 만약 근로자의 최저임금 미달로 인한 권리구제에 대한 진정서를 접수하기를 원한다면 사업장 관할 지방고용노동청에 방문하여 신고하거나, 인터넷을 통해서 진정을 제기할 수 있다.

### 처벌 현황
2016년 고용노동부가 현장 근로감독을 한 결과, 최저임금 위반으로 적반된 사례는 총 1,278건이다. 하지만 오직 17건만 실제 사법처리로 이어졌는데, 이는 적발 건의 2%도 채 되지 않는 수준이다. 그 외의 약 98%들은 모두 '시정조치'가 이루어졌다. 그동안 최저임금법을 위반한 사업주는 시정조치로 과태료 처분 또는 사법처리를 면할 수 있었다. 한국은행이 2016년 발표한 '최근 최저임금 동향 및 평가' 분석보고서를 보면 최저임금보다 적은 임금을 받는 근로자 수는 지속적으로 급증하는 추세이다.

## 최저임금의 영향에 관한 토론
1986년 최저임금법이 제정되고 난 이후, 최저임금은 꾸준히 인상되고 있다. 하지만 최저임금법과, 최저임금 인상에 대해서는 끝없는 찬반 논의가 오가고 있다.
다음은 최저임금에 관한 찬반 논쟁을 요약한 표이다.
| 최저임금 법에 대한 찬성론 | 최저임금 법에 대한 반대론 |
| --- | --- |
| - 최저임금 인상은 영업시간 단축과 노동시간 단축을 야기하고, 이를 통해 사람들의 삶의 질을 높일 수 있다. - 최저임금 인상은 통계청이 집계한 2~3인 가구의 월평균 생계비에 가까워지는 길이다. - 국제통화기금(IMF)에 따르면 최저임금이 노동자의 생산성을 높이는 효과가 있고 최저임금 인상에 따른 고용감소 영향은 다소 과장됐다. - 최저임금 인상은 근로자 가구의 안정적인 생계유지뿐만 아니라 국가 경제 부양에도 긍정적인 영향을 미친다. - 임금이 상향 조정됨으로써 근로자의 수입능력이 향상되고 고용주의 착취로부터 보호된다. | 최저임금 지불 능력이 떨어지는 소상공인들은 높은 인건비로 인해 고용 부담을 갖는다. - 최저임금은 근로자들의 고용 감소 및 근로 시간 단축을 유발한다. - 최저임금은 저임금 근로자가 과도하게 많은 현상을 해소하기 위한 근본적인 해결 방안이 아니다. - 최저임금 인상은 고용자들로 하여금 생산성이 높은 근로자를 고용하게끔 한다. 따라서 상대적으로 노동 생산성이 떨어지는 노인 인구는 실직을 맞이할 위험이 커진다. |

## 언론과 학자들의 의견
최저임금위원회는 2018년 최저임금을 전년 대비 16.4% 오른 7530원으로 결정했다. 역대 최대 인상액(1060원)인 데다 인상 폭 역시 2001년(16.8%) 이후 16년 만에 최대치다. 이를 둘러싼 논쟁이 뜨겁다.
조선일보는 2018년도 최저임금 인상안이 발표된 다음 날, “지금도 매출 부진에 허덕이는 영세·중소업체들의 절박한 현실을 전혀 감안하지 않은 조치”라며 중소기업과 소상공인들이 최저임금 인상에 반대한다는 내용의 기사를 실었다. 동아일보도 '중소기업중앙회', '한국경영자총협회'의 비판을 보도하며, 정부의 최저임금 인상을 비판하였다. 중앙일보는 정부의 4조원 규모에 달하는 소상공인, 중소기업 지원 대책을 보도하며, "전 세계에 유례없는 포퓰리즘"이라며 비판했다.동아일보는 최저임금 인상으로 공장의 국외 이전을 결정한 기업들을 취재했다. 더불어민주당의 총선정책공약단 단장을 지낸 주진형은 자신의 페이스북 계정을 통해 '최저임금1만원’ 공약의 주창자와 취지가 모호한 점, 인상 기준과 전망이 부재한 점 등을 지적했다.
경제학자이며, 칼폴라니 사회경제연구소장인 정태인은 경향신문 칼럼에서 최저임금 인상은 고용에 영향을 미치지 않는다고 주장했다: 첫째, 아르바이트 하는 대학생, 청년들은 최저임금이 오르면 오히려 노동시간을 줄일 것이다. 둘째,영세 자영업자들이 최저임금 인상에 대해 고민하는 것은 프랜차이즈 본사에 의한 비율이 크다. 셋째, 영업시간을 8시간으로 줄인다고 소비재 판매가 3분의 1로 줄지는 않는다. 최저임금 인상이 최우선의 정책이라면 영업시간 단축은 이를 보완할 정책이다. 편의점주 등 프랜차이지와 제조업 분야 하청업체, 한마디로 '을'들의 단결권만 보장하면 된다.
김창환 미국 캔자스대학교 사회학과 교수 또한 주진형의 주장에 반론을 제기했다. 그는 자신의 블로그를 통해 “최저시급이 노동시장에 끼치는 효과는 학문적으로 확정되지 않은 데다, 최저시급을 올리면 고용이 줄어든다는 게 경제학의 이론이지만 현실은 이론처럼 깔끔하게 최저시급을 올린다고 고용이 줄어드는 것으로 나오지 않는다”고 주장했다. 또한 최저시급을 올려서 고용이 줄어드는 게 꼭 나쁜 것이냐에 대해서도 의견이 엇갈린다고 지적하며, 높은 임금이 구조개혁을 촉진하고, 생산성 향상을 강제하는 효과가 있다고 말했다. 김 교수는 “최저임금을 못 주는 기업과 자영업자 등이 문을 닫으면 해당 자본이 공중분해되는 것이 아니라 최저임금 이상을 줄 수 있는 자본으로 흡수된다”며 “이 경우 경제 전반의 생산성이 향상되고 구조적 고도화가 강제된다”고 주장했다. 또한 아직 새로운 최저임금이 적용되지 않았는데도 ‘최저임금발 감원 본격화’를 내세우는 보수언론이 오히려 ‘최저임금 인상’을 “이데올로기 투쟁의 수단”으로 사용하고 있다고도 지적한다. 주진형 전 대표의 글에 대해 “최저임금 인상이 큰 문제였으면 1989년 이후 평균 9%씩 30년간 12배 넘게 인상한 걸 비판해야지, 지금까지는 가만있다가 16% 인상 한 번 하니까 최저임금 인상 정책이 ‘부모 없는 자식’이라고 비판하는 건 좀 뜬금없다며, 최저임금 높여서 한국 경제가 망했으면 망해도 진작에 망했다”고 반박했다.